# Yabarána
Yabarána (Yabarana, Yauarana, Yawarana), jedno od plemena karipskih Indijanaca iz južne Venezuele, naseljeni duž rijeke Manapiare u blizini sela San Juan de Manapiare.
Yabaráne se razlikuju od brazilskih Yabaana koji pripadaju u Arawakane. Jezik im je gotovo nestao; 20 do 50 (1977 Migliazza). Njihovi ogranci su Curasicana i Uaiquiare (Wokiare, Guayqueri) koji govore njihovim dijalektima. Populacija je nešto niža od 300.